# Neurothaumasia fasciata
Neurothaumasia fasciata är en fjärilsart som beskrevs av Petersen 1959. Neurothaumasia fasciata ingår i släktet Neurothaumasia och familjen äkta malar.
Artens utbredningsområde är Afghanistan. Inga underarter finns listade i Catalogue of Life.